# Shaquille O'Neal

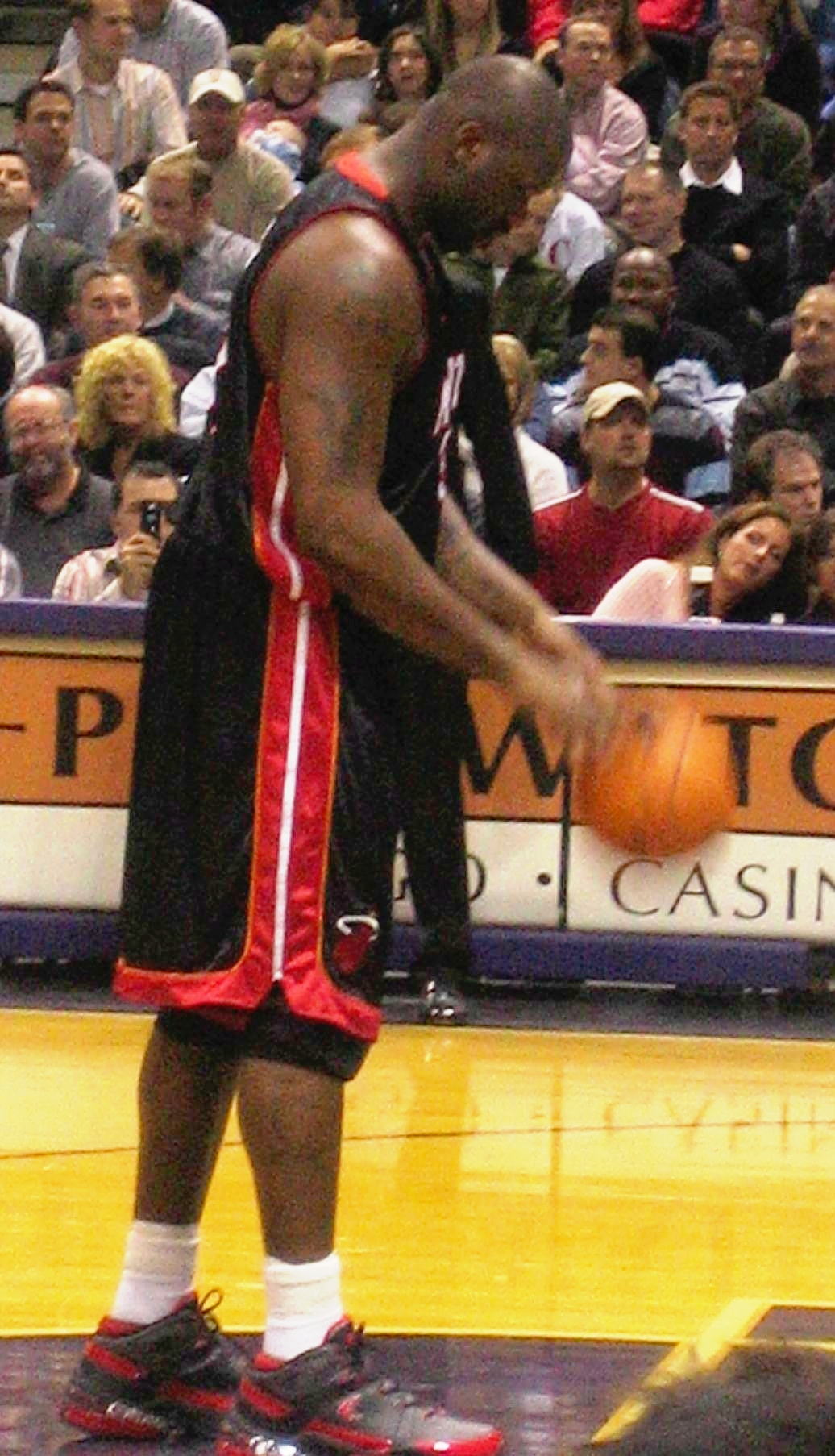
Shaquille O'Neal.

Shaquille Rashaun O'Neal (Newark, 6 de març de 1972) és un exjugador de bàsquet estatunidenc. L'any 1996 fou nomenat un dels 50 millors jugadors de la història de l'NBA.

## Començaments
Va néixer el 6 de març de 1972 a l'Hospital Columbus de Newark, Nova Jersey, fill de Joe Toney i Lucille O'Neal. El seu nom significa 'petit guerrer' en àrab. Té dues germanes i un germà: Lateefah, Ayesha i Jamal. El seu talent per al bàsquet va fer que els cercapromeses li prestessin atenció ràpidament, cosa que el va dur a jugar amb la Universitat Estatal de Louisiana. El 1991, O'Neal va ser nomenat el jugador col·legial de l'any. Va ser triat com primera selecció del draft de 1992, el que li va valer per a ser contractat pels Orlando Magic. En la seva primera temporada en l'NBA, Shaq es va convertir en el primer "rookie" de la història de l'NBA que guanyava el "Jugador de la Setmana". El 1993 va ser nomenat "Rookie de l'any", amb una mitjana de 23.4 punts per partit. Un any més tard, el 1994, Shaq va ser seleccionat per a jugar el campionat mundial en representació dels Estats Units, on va obtenir la medalla d'or per al seu país. La dècada dels 90 va portar molt èxit per a O'Neal, tant dintre com fora de les pistes. Ell i els Orlando Magic van arribar a les finals de l'NBA, on van perdre amb els Houston Rockets de Hakeem Olajuwon. En aquest mateix any Shaquille va provar fortuna en el món de la música, llançant el primer dels seus diversos àlbums de rap, titulat Shaq Diesel. També va aprofitar per a donar el salt a la pantalla gran amb la pel·lícula Blue Xips, treballant al costat de Nick Nolte, i en Kazaam. Encara que cap de les pel·lícules va ser un èxit de taquilla, Shaq les hi va arreglar per a posicionar-se fermament a Hollywood i en el món de l'esport. El 19 de juliol de 1996, Shaq i la seva esposa, Arnetta, es van convertir en pares amb el naixement de la seva filla Teheara.

## Los Angeles Lakers
En finalitzar la temporada 95-96, Shaq va passar a ser un jugador lliure. Va decidir deixar els Magic en favor del glamour de Los Angeles. Els Lakers van pagar 122 milions de dòlars per a comptar amb els serveis d'O'Neal durant set anys. Aquesta mudança a la Costa Oest va ser una decisió tant financera com competitiva. Els Orlando Magic no van ser tan competitius en la posterior campanya, i els Lakers van intentar aconseguir el cim una vegada més. O'Neal es va veure obligat a canviar el seu familiar número 32 dels Orlando pel número 34, ja que el 32 (utilitzat per Magic Johnson) havia estat retirat. Malgrat que els Lakers van dominar la temporada regular amb Shaq, no van poder repetir el seu nivell als playoffs. A principis de la temporada 1999-2000, els Lakers van contractar a l'exentrenador dels Bulls, Phil Jackson, en un esforç per guanyar el títol. L'aposta va donar els seus fruits, ja que el triangle ofensiu de Jackson li va donar als Lakers el campionat. La següent temporada va mostrar a un emergent Kobe Bryant, company d'O'Neal. Amb Bryant i O'Neal reclamant la pilota en l'esquema ofensiu, van començar una sèrie de problemes entre les dues superestrelles dels Lakers, i com a resultat el joc de l'equip es va veure afectat. Molts es van preguntar si els Lakers podrien repetir el campionat amb aquestes circumstàncies, però en arribar als playoffs els problemes van acabar, ja que O'Neal es va ensenyorir de la pilota, deixant de costat els reclams de Bryant. El resultat va ser la consecució del títol en 2001 i 2002. L'any següent, els Spurs (al final campions) van apartar als Lakers del camí cap al títol en les semifinals de conferència.
Però l'ocàs arribaria en la temporada 2003-04, en la qual L.A. partia com a clar i indiscutible favorit per a alçar-se amb l'anell de campió. Havien fet els deures a l'estiu contractant als veterans Karl Malone i Gary Payton, tot un luxe per a qualsevol franquícia. En canvi, la temporada els va jugar una mala passada als Lakers, ja que Malone es va perdre més de 50 partits per lesió (l'única greu en tota la seva carrera) mentre que Kobe Bryant seguia amb els seus problemes judicials i Shaq amb les seves contínues lesions. Així i tot, van arribar a les finals de l'NBA, després d'unes semifinals de conferència d'infart, arribant els Lakers a remuntar a San Antonio un 0-2 en contra en l'eliminatòria i anotant Derek Fisher una cistella guanyadora a menys d'un segon per al final al cinquè partit.
Ja a les finals, on abans de jugar-les ja s'aventuraven com els campions, els Pistons van baixar a la terra a uns Lakers massa crescuts que des d'un primer moment havien menyspreat clarament al seu rival. El resultat, un contundent 4-1 i Detroit de festa amb l'anell de campió.
Això va significar la sortida de l'equip de Shaquille O'Neal i Phil Jackson, a més d'altres jugadors de menor importància en l'equip com Derek Fisher, Rick Fox o fins i tot Gary Payton.

## Miami Heat
El seu primer any a l'equip van ser eliminats en la final de conferència davant Detroit en el setè i últim partit.
En la següent campanya, Shaq va haver d'estar fora de les pistes durant diverses setmanes per lesió; després del seu retorn, ell al costat d'altres jugadors com: Alonzo Mourning, Jason Williams, Antoine Walker, i la jove estrella Dwyane Wade van guiar a l'Heat a un registre de 52 victòries i 30 derrotes, el que els va dur als playoffs, on després de vèncer als Bulls, Nets, i Pistons, els Heat van arribar a les Finals de l'NBA, i en vèncer als Dallas Mavericks per 4-2 es van coronar campions, convertint-se així en el quart títol per a O'Neal.

## Phoenix Suns
El 6 d'agost de 2008, Shaquille O'Neal deixà el seu actual equip, Miami Heat, on havia guanyat un anell de campió, i passà a formar part dels Phoenix Suns. A canvi del seu traspàs, els Miami Heat van rebre Shawn Marion, enfrontat amb Stoudemire, i Marcus Banks. Aquests tindrien l'oportunitat de refer un equip, els Heat, que pronosticava una de les pitjors temporades. En canvi "Shaq" podria formar part d'un equip guanyador, els Suns, amb possibilitats de lluitar per l'anell.

## Cleveland Cavaliers
A la temporada 2009/2010 O'Neal va fitxar pels Cavaliers, un equip amb opcions d'arribar a la final de l'NBA gràcies a l'estrella Lebron James i al fitxatge d'estiu Mo Williams, i jugadors secundaris com Jamario Moon o Delonte West. Els Cavaliers tenien un equip molt competitiu, però "Shaq" va patir una lesió a la mà dreta, concretament al dit gros, un esquinç sever que el va mantenir apartat de les pistes. Tot i que va tornar a jugar als playoffs recuperat, ja no va assolir el mateix rendiment. La seva participació en l'equip va finalitzar després de l'eliminació de Cleveland en la semifinal de la Conferència Est, davant de Boston Celtics.

## Boston Celtics
A la temporada 2010/2011, el jugador va incorporar-se als Boston Celtics, per tal de formar part novament d'un equip competitiu, en aquest cas el format per Rajon Rondo, Paul Pierce o Kevin Garnett, entre altres estrelles. Atès que els Celtics no disposaven d'espai salarial per oferir-li un contracte important, O'Neal va acceptar signar un contracte pel sou mínim de veterans, per dues temporades.

## Retirada
O'Neal va anunciar la seva retirada als 39 anys i amb 19 anys com a jugador de l'NBA sobre les seves espatlles, ho va fer pel twitter i amb la seva webcam amb aquestes paraules “We did it, 19 years baby. I want to thank you very much. That’s why I’m telling you first, I’m about to retire. Love ya, talk to you soon.” Així doncs un dels pivots més dominants dels últims temps a l'NBA penja les seves botes deixant darrere seu una gran petjada en la lliga nord-americana de bàsquetbol.